# Cut Killer
Pour les articles homonymes, voir Killer.
Cut Killer, de son vrai nom Anouar Hajoui,, né le 6 mai 1971 à Chelles,, est un disc-jockey et acteur franco-marocain. Il anime sa propre émission de radio Cutkiller Show depuis une quinzaine d'années sur Skyrock et a notamment intégré les DJ Big Dawg Pitbulls de Funkmaster Flex et les Shadyville DJ’s de 50 Cent.

## Biographie
Cut Killer est adolescent quand le rap arrive en France, en particulier à travers les radios Radio 7, puis Radio Nova. C'est en observant Dee Nasty au Globo en 1988 qu'il décide de développer les techniques de mix. Il réalise sa première soirée en tant que DJ le 31 décembre 1988 pour l'association hip-hop IZB dont il est membre et qui organise des concerts de rap à partir de 1989. En février 1989, il participe au championnat de DJ DMC France où il finit quatrième. A ses débuts, il est le DJ de plusieurs artistes rap comme les IZB M.C., Original M.C., Sidney et Timide et sans complexe. En 1991, il réalise des scratches sur l’album d’Original MC. Il joue ensuite son propre rôle dans une séquence du film La Haine. En plus d'être le DJ du rappeur East, il est embauché comme DJ pour les live de MC Solaar, comme scratcheur sur l’album solo d’Akhenaton (Métèque et mat), et intègre un show radio sur Radio Nova.
Au milieu des années 1990, Cut Killer a l’idée d’adapter à la France le concept qui a consolidé la notoriété du hip hop new-yorkais, celui des mixtapes. Il mixe les dernières nouveautés, intercalées avec les freestyles des valeurs montantes du rap français et commercialise ses compilations sur des cassettes qui servent dès lors de références au milieu. Il produit ensuite sur compact disc ce concept de mix agrémenté d’originaux. La série des Hip Hop Soul Party, des doubles CD mixés, démarre en 1996 chez MCA. Dès le deuxième volume apparaissent des inédits, avec Fabe, Busta Flex entre autres, tandis qu’un CD est consacré au hip-hop, le second au RnB contemporain. Le troisième volume se partage entre un CD hip-hop international et un second consacré au hip-hop français. Cut Killer remporte plusieurs disques d’or et de platine en partenariat avec DJ Abdel. Cut Killer a réalisé et produit une vingtaine d’albums mixés qui ont tous rencontré un succès important. En 1998, il est membre du jury du premier concours de DJ au Maroc.
Il signe plusieurs titres sur les bandes originales de G@mer de Zak Fishman, de The Dancer de Fred Garson produit par Luc Besson, puis sur Un ange de Miguel Courtois, Le Raid de Djamel Bensalah, 3 zéros de Fabien Onteniente, Peau d'ange de Vincent Perez, etc. Il intègre la radio Skyrock, où il présente une émission d'informations et de musique hip-hop. En tant que DJ, il anime souvent des événements pour célébrités, comme les soirées du Festival de Cannes, et des fêtes de mariages comme celles de Tony Parker et Eva Longoria ou Luc Besson. Il participe à l'émission Shake Ton Booty de la chaîne de télévision américaine MTV : l'émission organise une soirée mobile dans les clubs de France et d’Europe, avec Cut Killer comme DJ, et China Moses comme présentatrice, et quelques artistes invités. Dans une interview pour Equinox radio Barcelone, Cut Killer déclare ne pas avoir sorti son dernier album qui était prévu chez Def Jam car, selon lui, « les maisons de disques ne sont plus habilitées à faire des choses concrètes, elles veulent faire des trucs relativement commerciaux ». En 2011 et 2013, Cut Killer signe la musique des saisons 1 et 2 de la série de dessins animés Baskup - Tony Parker.

## Vie privée
Il a une fille, Louna née en 2006, d'une précédente union.
Il fut le compagnon de la chroniqueuse télé Enora Malagré de 2001 à 2013,, ce qu'il confirme en 2013.

## Discographie

### Mixtapes
- 2010* musique 2010

coffret 3 CD collector
" Afro jazz, Lunatic, Ma3*
- Coffret 2 CD x 2

"houseLIVEfg+Rnb 5*" puis "housepart2 +Rnb6
- 2009 : 
  - New Jack Collect-or new jack réédition des 3 k7
  - East & Fabe

"Détournement de son + Rage de dire" reedition2009
- 2008 : Tribute II

"Summer tour 2008
- 2007 : 
  - Street Français 4
  - MIXTAPE TRAILER
  - Psychanalyse avant l'album
  - Summer Tour 2007
- 2006 : 
  - Street Français 2
  - Street Français 3
  - Opération Freestyle Maroc 2006
  - EVOLUTION
  - UN COMBAT SANS FIN Part 2 réédition de k7
- 2005 : 
  - Street Français 1
  - Lunatic réédition de k7
- 2004 : Live Milan
  - Summer tour 2004
- 2003 : 
  - International hustler
  - RNB 11
  - Summer Tour 2003
- 2002 :
  - 1 Son 2 Rue
  - LIVE JAY-Z
  - 1 son 2 rue freestyle 3
  - New Jack réédition
- 2001 : 
  - Triptik
  - Ouragan
  - RNB 9
  - Mix du dragon
  - La Tempête
  - LIVE PORTUGAL
- 2000 : 
  - Freestyle Canada
  - comité 2 brailleur
- 1999 : 
  - HH DJ CREW
  - Les liens sacrés
  - Live bad boy
  - Pitt Bull Street Team
- 1998 : 
  - Freestyle 2 vol 3 Province
  - FREESTYLE 2 Vol 1 PARIS
  - Live Vevey Suisse
  - Freestyle 2 vol 2 Banlieues
- 1997 : 
  - Cut Killer Party Jam
  - AFRO JAZZ
  - D.ABUZ SUSPECTS
- 1996 : 
  - Hip Hop Summer Jam 96
  - HIP HOP NEVER DIE
  - TIMIDE ET SANS COMPLEXE BOOGOTOP
  - HIP HOP SUMMER JAM
  - LA CLIQUA
  - Un Combat Sans Fin Part 2
  - REPRESENT
- 1995 : 
  - Freestyle
  - Keep It Real
  - Cut Killer Tape 7
  - LES LUNATIC
  - Ménage à 3
  - MIXTAPE no 14
- 1994 : 19361

### Albums
- 2003 : 
  - Hip hop Soul Party 6
  - Party Jam
  - Mastamorphoze
  - HH Classics volume 1
- 2002 :
  - Ragga Killa Show
  - La Rage de Dire
  - Le Prologue
- 2001 :
  - Double H Dj Crew
  - Hip Hop Soul Party 5
  - Cut Killer Show 2
  - R&B 2000 International
- 2000 :
  - Hip Hop Soul Party 4
- 1998 :
  - Opération Freestyle
  - Détournement de Son
  - Trop Loin
  - Eastwoo
- 1997 : 
  - Cut Killer Show
  - Mal Partis
- 1996 :
  - Hip Hop Soul Party 1
  - Hip Hop Soul Party 2
  - Hip hop Soul Party 3

### Participations
- 2004 : Liberté d'expression 2
- 2005 : Comités de brailleurs
- 2011 : Diversidad - The Experience

### DVD
- 2002 : DJ School feat. Various DJ's
- 2004 : DVDeejay feat. Various DJ's
- 2004 : RnB invasion
- 2005 : The Cut Killer Show

## Filmographie
Sauf indication contraire, les informations mentionnées dans cette section peuvent être confirmées par la base de données cinématographiques IMDb,  présente dans la section « Liens externes ».

### Compositeur
- 2000 : La Squale de Fabrice Genestal
- 2001 : Gamer de Patrick Levy
- 2009 : Neuilly sa mère ! de Gabriel Julien-Laferrière
- 2011-2014 : Baskup - Tony Parker (série TV d'animation)
- 2012 : Les Kaïra de Franck Gastambide
- 2021 : Suprêmes d'Audrey Estrougo

### Acteur
- 1995 : La Haine de Mathieu Kassovitz : le DJ
- 2000 : The Dancer de Fred Garson : DJ Atomic
- 2006 : Arthur et les Minimoys de Luc Besson : DJ Easy Low (voix)
- 2012 : Les Kaïra de Franck Gastambide : le DJ au festival hip-hop
- 2018 : Taxi 5 de Franck Gastambide : lui-même
- 2019 : Validé de Franck Gastambide : lui-même